# Focke-Achgelis Fa 330
Focke-Achgelis Fa 330 „Bachstelze” (niem. pliszka siwa) – wiroszybowiec obserwacyjny konstrukcji niemieckiej z okresu II wojny światowej.

## Historia
W 1942 roku dowództwo Kriegsmarine złożyło zapotrzebowanie na wiatrakowiec o możliwie prostej konstrukcji, nadający się do użytkowania na pokładach okrętów podwodnych. Z powodu swojej niewielkiej wysokości U-Booty zapewniały swojej załodze niewielki obszar obserwacji. Jedynym sposobem jego zwiększenia było umieszczenie obserwatora na jak największej wysokości nad okrętem. Stało się to możliwe po zbudowaniu wiroszybowca. Ogółem zbudowano ok. 200 egzemplarzy.

## Służba
W wiroszybowce Fa 330 od czerwca 1942 roku wyposażone były U-Booty typu IX operujące na Oceanie Indyjskim i w Zatoce Adeńskiej. Nie groziło im tam takie niebezpieczeństwo ze strony lotnictwa alianckiego jak na Atlantyku. Wśród załogi każdego okrętu wyposażonego w wiroszybowiec znajdowało się 2–3 marynarzy przeszkolonych do jego pilotowania. Treningi pilotów odbywały się w tunelu aerodynamicznym w Chalais-Meudon pod Paryżem.
Start z U-Boota odbywał się z małej platformy umieszczonej za kioskiem okrętu. Potrzebna do tego była prędkość powietrza opływającego wirnik nie mniejsza niż 35 km/h. Osiągano to płynąc pod wiatr z pełną prędkością. Fa 330 był połączony z okrętem kablem o długości ok. 300 m. Zapewniało to pułap ok. 220 m i zasięg obserwacji ok. 53 km. Obserwator łączył się z okrętem przez telefon pokładowy.
Nie wiadomo, jak wiele wiroszybowców zostało użytych operacyjnie. Złożenie maszyny zajmowało około 5 minut. W przypadku konieczności wykonania alarmowego zanurzenia, przecinano hol i pozostawiano pilota swojemu losowi. Dopiero po ustaniu niebezpieczeństwa U-Boot podejmował próbę wyłowienia pilota, który był zmuszony wodować na powierzchni oceanu. Z tych powodów Focke-Achgelis Fa 330 był używany jedynie w rejonach, w których lotnictwo wroga było mało aktywne – takich jak Ocean Indyjski.

## Konstrukcja
Wiroszybowiec Fa 330 charakteryzował się bardzo prostą konstrukcją, małymi wymiarami oraz możliwością montażu i demontażu w ciągu kilku minut.
Konstrukcja składała się z dwóch stalowych rur: poziomej i pionowej, nieco pochylonej w kierunku lotu. Rura pozioma stanowiła kadłub. Były na niej zamontowane: siedzenie pilota, urządzenia sterownicze (orczyk i drążek sterowy) oraz statecznik pionowy i poziomy. Rura pionowa służyła do zamocowania wirnika nośnego o średnicy 7,30 m (w ostatnich wyprodukowanych egzemplarzach – 8,53 m).

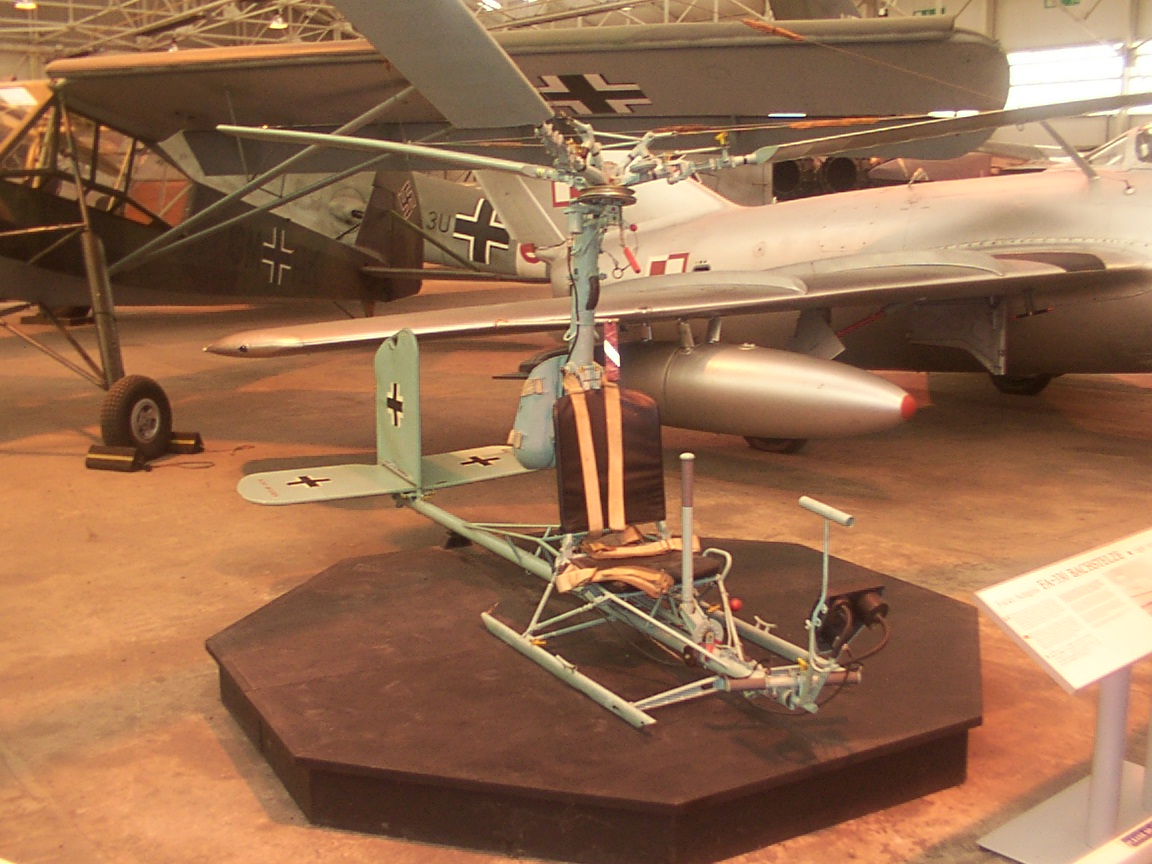

Wirnik miał trzy łopaty o konstrukcji stalowej, pokryte sklejką lotniczą w pobliżu krawędzi natarcia, a płótnem na pozostałej części.